# Patrulla militar (deporte)
La patrulla militar es un deporte de equipo de invierno, en el que los deportistas compiten en una mezcla de esquí de fondo y esquí de travesía así como tiro. Es un antecedente del actual biatlón.
Las competiciones de patrulla militar se componen de 25 kilómetros de esquí de fondo (15 km en categoría femenina) y tiro. Las patrullas son de cuatro miembros y la altura a escalar oscila entre los 500 y los 1200 metros (de 300 a 700 en el caso de las mujeres). Tradicionalmente la patrulla debía estar formada por un oficial, un suboficial y dos soldados. El oficial portaba una pistola en vez de un rifle y no participaba en el tiro. El peso total de las mochilas del suboficial y los soldados debía ser al menos de 24 kilogramos. Actualmente los competidores utilizan carabinas similares a las del biatlón. El líder de la patrulla no lleva ninguna clase de arma.
Fue deporte olímpico en la primera edición de los Juegos Olímpicos de Invierno en 1924 y deporte de exhibición en otras tres ocasiones más. Desde 1960 se disputan eventos de biatlón moderno.